# تلکوم ایندونزیا
تلکوم ایندونزیا (به انگلیسی: Telkom Indonesia) شرکت مخابرات اندونزیایی است، که در زمینه ارائه خطوط تلفن ثابت، تلفن همراه، خدمات اینترنتی و تلویزیون دیجیتال فعالیت می‌کند.
شرکت تلکوم ایندونزیا در سال ۱۸۵۶ توسط دولت هند شرقی هلند تأسیس شد و در حال حاضر به‌عنوان بزرگترین ارائه‌دهنده خدمات مخابراتی در اندونزی شناخته می‌شود. این شرکت در سال ۲۰۱۲ با در اختیار داشتن بیش از ۱۲۹ میلیون مشترک تلفن همراه، رتبه ۱۴ از بزرگترین اپراتورهای شبکه تلفن همراه در جهان را به خود اختصاص داد.
دفتر مرکزی شرکت تلکوم ایندونزیا در شهر باندونگ، اندونزی قرار دارد و بخشی از سهام آن در بازارهای بورس نیویورک، بورس لندن، بورس توکیو و بورس اندونزی دادوستد می‌شود.